# Slavko Vraneš
Slavko Vraneš (in montenegrino Славко Вранеш; Pljevlja, 30 gennaio 1983) è un ex cestista montenegrino.

## Carriera
Ha iniziato a giocare a basket nel club serbo FMP Železnik.
Per la stagione 2000-01, è stato comprato dal club turco Tofaş.
È stato selezionato dai New York Knicks nel secondo turno del Draft NBA 2003. È rimasto ai Knicks fino al dicembre del 2003. A gennaio del 2004 ha firmato un contratto di dieci giorni con i Portland Trail Blazers. Prima che il suo contratto scadesse, ha giocato una partita nella stagione 2003-2004.
Dopo, ha giocato brevemente per la Stella Rossa. Dal 2004 al 2007 ha giocato con Budućnost Podgorica per la seconda volta nella sua carriera.
Nell'ottobre 2007 ha firmato un contratto di tre anni con il Partizan Belgrado.
Nell'ottobre 2011 ha firmato con il Sanaye Petroshimi BC nella Super League iraniana.
Nel corso del 2013 ha giocato con il Metalac Valjevo. 
Nell'ottobre 2013 ha firmato con il Zob Ahan Isfahan.
Il 10 febbraio 2015 ha firmato nuovamente con il Metalac Valjevo. L'8 maggio ha lasciato Metalac.
Più tardi quel mese, è tornato alla sua ex squadra, il Petrochimi Bandar Imam.

## Curiosità

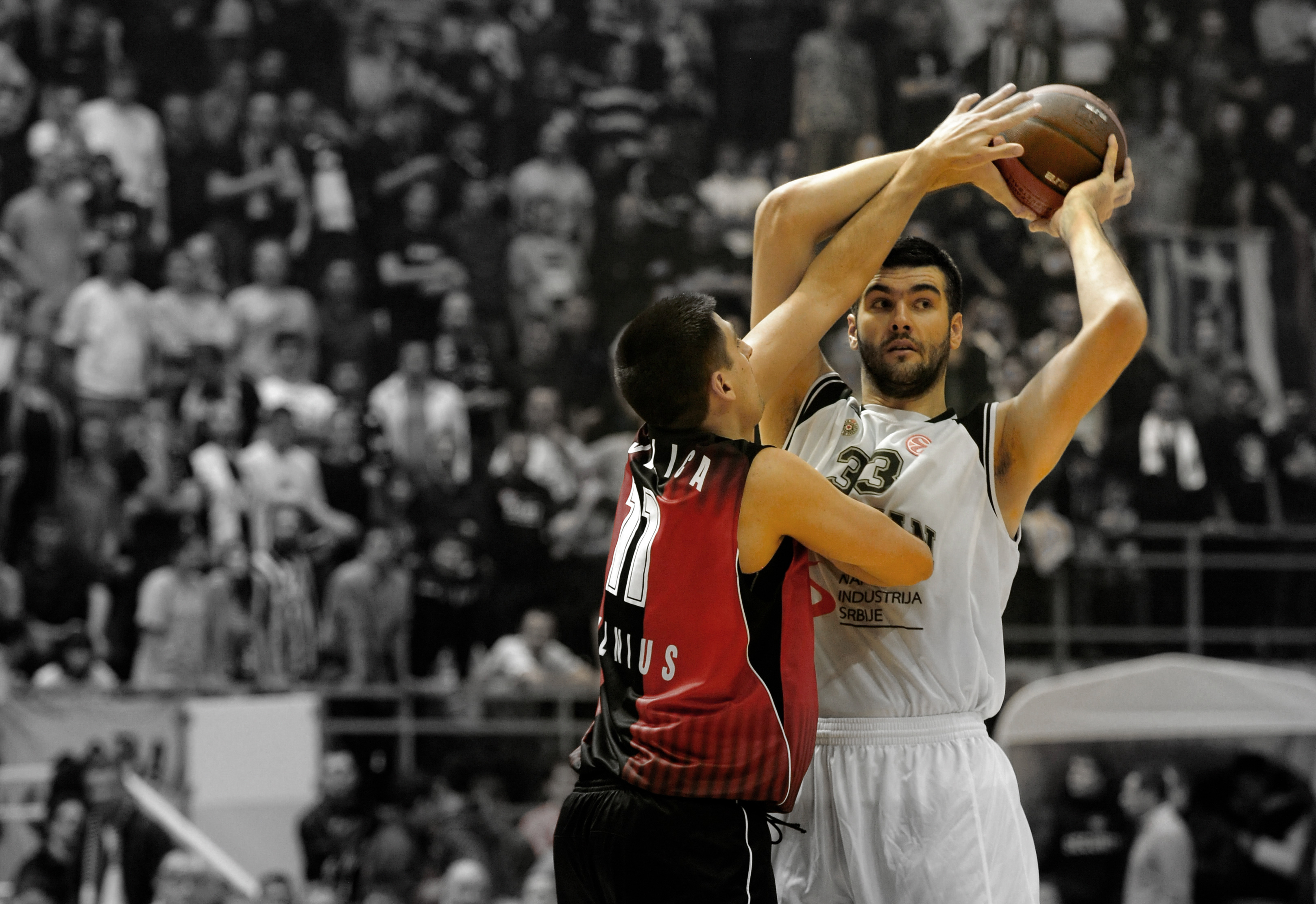
Slavko Vraneš con il Partizan Belgrado.

- È il secondo giocatore di pallacanestro professionista in attività più alto del mondo, solo dopo Paul Sturgess cestista britannico di 235 cm;
- Con i suoi 229 cm, è, insieme a Samuel Deguara, la dodicesima persona più alta al mondo e la quarta in Europa; e è il terzo cestista più alto ad aver giocato in NBA[1], dopo Manute Bol e Gheorghe Mureșan;
- Porta il numero 57 di scarpe nel sistema europeo (che corrisponde al 22 nel sistema americano).

## Palmarès
- Campionato montenegrino: 1

Budućnost: 2006-07
- Campionato serbo: 3

Partizan Belgrado: 2007-08, 2008-09, 2009-10
- Coppa del Montenegro: 1

Budućnost: 2007
- Coppa di Serbia: 3

Partizan Belgrado: 2008, 2009, 2010
- Lega Adriatica: 3

Partizan Belgrado: 2007-08, 2008-09, 2009-10
- Eurocup: 1

UNICS Kazan' : 2010-11